# Gilles Bouleau
Pour les articles homonymes, voir Bouleau (homonymie).
Gilles Bouleau est un journaliste français, né le 25 mai 1962 à Paris 14e.
Journaliste et reporter à TF1 et LCI pendant plusieurs années, il passe dix ans à l'étranger comme correspondant à Londres puis Washington. Chef des opérations spéciales à partir de 2011, il devient présentateur du journal de 20 heures de TF1, le 4 juin 2012, succédant à Laurence Ferrari.

## Biographie

### Enfance et formation
Gilles Bouleau passe son enfance à Colombes (Hauts-de-Seine). Il est diplômé du Centre de formation des journalistes de Paris (CFJ, promotion 1986) et de l'Institut d'études politiques de Paris (parcours service public, promotion 1983),.

### Carrière
Gilles Bouleau travaille tout d'abord quelques mois sur Antenne 2. En 1986, après avoir remporté la bourse Jean d'Arcy, prix destiné aux jeunes journalistes, Gilles Bouleau entre à la rédaction de TF1. Il passe par les services économie et social, politique intérieure, enquêtes et reportages et informations générales. Il enchaîne alors les reportages : en Yougoslavie en 1987, pour l'élection présidentielle française de 1988, le Festival de Cannes, les Jeux olympiques d'hiver de 1992 à Albertville et ceux de 1994 à Lillehammer. En 1994, il devient grand reporter et fait un détour au service arts et spectacles en tant que chef adjoint.
De 1996 à 1999, il présente la matinale sur la chaîne d'information en continu LCI, filiale de TF1.
En 1999, il devient rédacteur en chef adjoint de l'émission 19h dimanche, une émission de reportages et interviews présentée par Ruth Elkrief sur TF1.
En juin 2001, il commence une parenthèse anglo-saxonne en devenant correspondant pour TF1 à Londres. Quatre ans plus tard, en juillet 2005, peu après les attentats de Londres du 7 juillet 2005 et du 21 juillet 2005, il quitte la capitale britannique pour Washington et devient à partir d'août le correspondant aux États-Unis de la chaîne pendant cinq ans. Il couvre plusieurs évènements importants de la vie américaine comme l'ouragan Katrina survenu le mois même de son arrivée, ou l'élection présidentielle américaine de 2008 que remporte Barack Obama.
En juillet 2011, il revient à Paris et devient le joker de Laurence Ferrari à la présentation du journal de 20 heures de TF1 à la suite du départ d'Harry Roselmack. Le mois suivant, il succède à Jean-Claude Narcy à la tête des opérations spéciales. Il dirige aussi « une équipe chargée d'imaginer et d'organiser un flux de données graphiques et infographies intégrées aux journaux de TF1 ».
En juin 2012, à la suite de la démission de Laurence Ferrari, il est rappelé d'urgence de vacances pour assurer provisoirement la présentation du journal de 20 heures à partir du lundi 4 juin. Quelques jours plus tard, il est officialisé comme le nouveau présentateur titulaire du rendez-vous du soir de TF1[réf. nécessaire]. Discret et sobre, respecté en interne, son image tranche avec celle, jugée bling-bling, de ses prédécesseurs et porte ses fruits en termes d'audience.

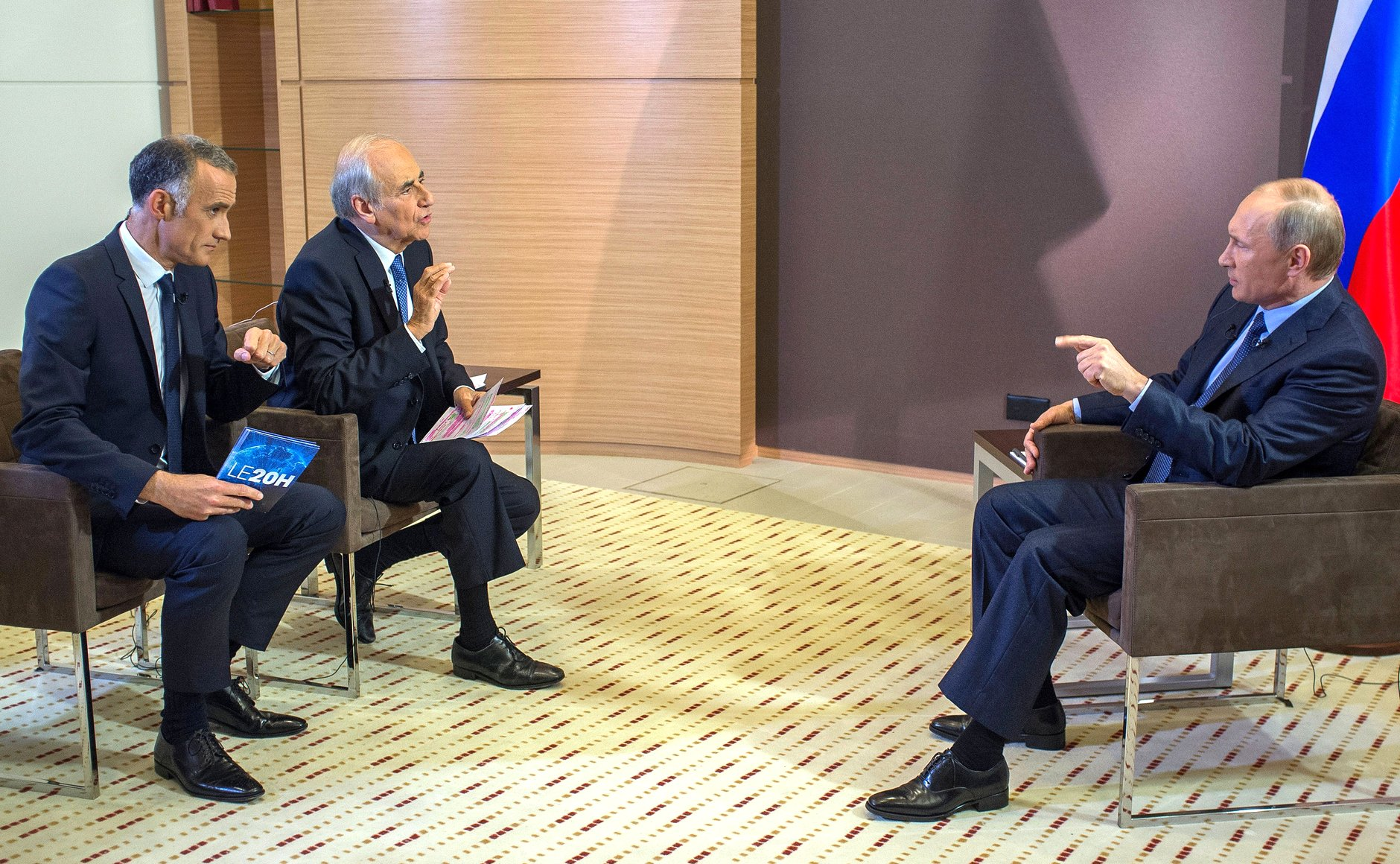
Interview de Vladimir Poutine par Gilles Bouleau et Jean-Pierre Elkabbach, le 4 juin 2014.

Depuis 2012, il anime également les soirées électorales de TF1 (élections législatives en 2012 et 2017, élections municipales en 2014, élections européennes en 2014 et en 2019, élections régionales en 2015, et l'élection présidentielle en 2017). Il est accompagné par Claire Chazal puis par Anne-Claire Coudray.
Le 4 juin 2014, TF1 diffuse une interview du président de la Russie Vladimir Poutine effectuée par Gilles Bouleau et Jean-Pierre Elkabbach (pour le compte d'Europe 1). Deux jours plus tard, il présente un documentaire pour le 70e anniversaire du débarquement de Normandie, intitulé Sacrifice.
Le 14 juillet suivant, il interviewe pour la première fois, avec David Pujadas, le présentateur vedette de France 2, le président de la République française François Hollande. Le 6 novembre, il interviewe pour la deuxième fois, avec Yves Calvi (de RTL), le président Hollande dans l'émission En direct avec le président sur TF1.
Le 6 février 2015, il présente en duo avec Christophe Dechavanne TF1, 40 ans d'émotions partagées, émission qui retrace les 40 ans de la chaîne, composée essentiellement d'images d'archives.
À partir du 12 juin 2016, il présente la nouvelle émission politique de TF1, Vie politique, diffusée occasionnellement le dimanche soir en direct à 18 h 40.
Le 13 octobre 2016, il anime avec Élizabeth Martichoux et Alexis Brézet le premier débat de la primaire française de la droite et du centre, opposant sept candidats, organisé par TF1, RTL et Le Figaro. Le 24 novembre suivant, il anime avec Alexandra Bensaid (de France Inter) et David Pujadas le débat d'entre-deux tours de cette primaire, diffusé sur France Inter, TF1 et France 2.
Le 12 janvier 2017, il anime avec Élizabeth Martichoux et Matthieu Croissandeau, le premier débat de la primaire présidentielle de la Belle Alliance populaire, opposant sept candidats, organisé par TF1, RTL et L'Obs. Le 25 janvier suivant, il anime avec Alexandra Bensaid et David Pujadas le débat d'entre-deux tours de cette primaire, diffusé sur France Inter, TF1 et France 2.
Le 20 mars 2017, il anime sur TF1 avec Anne-Claire Coudray le débat opposant les cinq candidats à l'élection présidentielle les plus hauts dans les sondages (François Fillon, Benoît Hamon, Marine Le Pen, Emmanuel Macron et Jean-Luc Mélenchon). Du 10 au 20 avril, il présente avec Anne-Claire Coudray l'émission Demain Président qui reçoit chaque jour à 20 h 20 sur TF1 et durant vingt minutes un des candidats à l'élection présidentielle. Durant l'entre-deux-tours, il présente avec Anne-Claire Coudray l'émission Elysée 2017 qui reçoit Marine Le Pen le 25 avril, puis Emmanuel Macron deux jours plus tard, diffusée en prime time sur TF1.
Le 15 octobre suivant, il interviewe, avec Anne-Claire Coudray et David Pujadas (désormais sur LCI), le nouveau président de la République Emmanuel Macron dans l'émission Le Grand Entretien : Emmanuel Macron diffusée sur TF1 et LCI.
À partir de mars 2020, il anime avec Garance Pardigon une rubrique en fin de journal, Le 20 heures vous répond, pour répondre aux questions des téléspectateurs sur l'actualité.
Le 14 juillet 2020, jour de la fête nationale, il interroge le président Emmanuel Macron en compagnie de Léa Salamé,.
Le 14 octobre suivant, il interviewe à nouveau Emmanuel Macron en duo avec Anne-Sophie Lapix (France 2), à propos de la pandémie de Covid-19.
En 2022, à l'occasion de l'élection présidentielle, il présente avec Ruth Elkrief, sur TF1 et LCI, un débat entre Valérie Pécresse (candidate Les Républicains) et Éric Zemmour (candidat Reconquête !). Le 14 mars, il présente avec Anne-Claire Coudray La France face à la guerre sur TF1, une émission politique accueillant huit candidats à l'élection présidentielle, qui reviennent sur la guerre en Ukraine et sur leur programme électoral. Toujours avec Anne-Claire Coudray, il reçoit tous les candidats au premier tour, du 3 au 9 avril, dans 10 Minutes pour convaincre, puis les candidats au second tour les 12 et 13 avril dans Votre France de demain.
Le 20 avril suivant en direct sur TF1 et France 2, il présente avec Léa Salamé le débat de l'entre-deux-tours de l'élection présidentielle qui oppose à nouveau Marine Le Pen à Emmanuel Macron.

### Vie privée

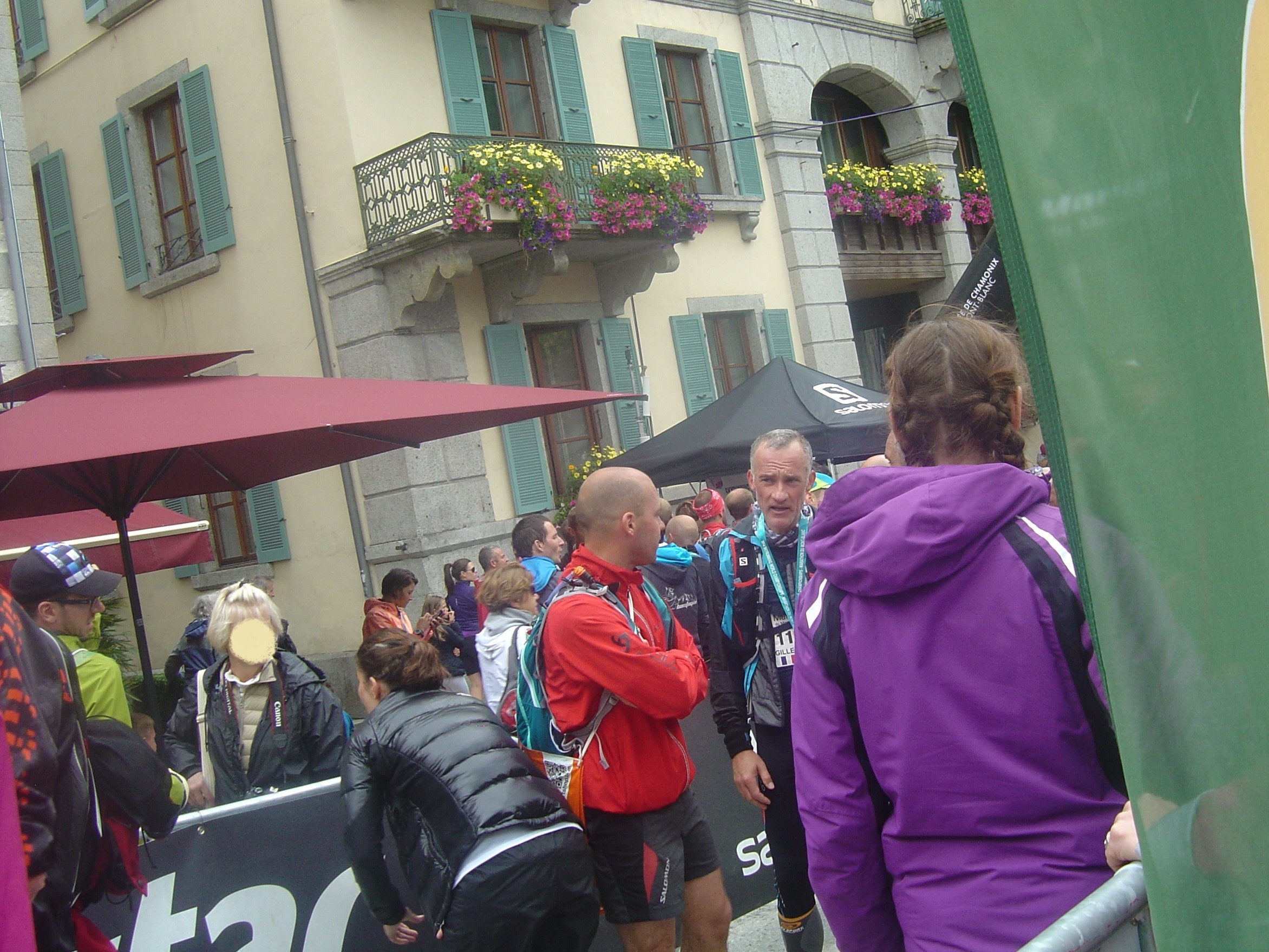
Gilles Bouleau après avoir terminé le marathon du Mont-Blanc, en 2014.

Marié à Elizabeth Tran-Bouleau, également journaliste sur TF1, Gilles Bouleau est père de deux filles,.
Il est passionné de course à pied et a notamment couru les marathons de Paris, Berlin et du Mont-Blanc,. Il participe jusqu'à huit courses par an.

### Rémunération
En tant que présentateur de TF1, Gilles Bouleau bénéficie d'un salaire mensuel situé entre 30 000 et 45 000 euros.

## Filmographie

### Cinéma
- 2014 : Les Yeux jaunes des crocodiles de Cécile Telerman : lui-même
- 2025 : God Save the Tuche de Jean-Paul Rouve : lui-même

### Télévision
- 2015 : Une chance de trop de Harlan Coben : lui-même

## Publications
- Avec Arnaud Bédat et Bernard Nicolas, Les Chevaliers de la mort, Paris, TF1 Éditions, 1996, 350p.   (ISBN 978-2877611480).
- Avec Arnaud Bédat et Bernard Nicolas, L'Ordre du Temple solaire : les secrets d'une manipulation, Flammarion, coll. « Documents », 2000, 451 p. (ISBN 978-2-08-067842-3, LCCN 00358611)